# Station Notre-Dame-de-Briançon
Station Notre-Dame-de-Briançon is een spoorwegstation in Notre-Dame-de-Briançon, de hoofdplaats van de Franse gemeente La Léchère. Het station ligt op kilometerpunt 43,604 van de spoorlijn Saint-Pierre-d'Albigny – Bourg-Saint-Maurice, op een hoogte van 425 meter.

## Treindienst
| Richting                                                             | Vorige stop | Trein | Trein                    | Trein | Volgende stop                        | Richting                                                    |
| -------------------------------------------------------------------- | ----------- | ----- | ------------------------ | ----- | ------------------------------------ | ----------------------------------------------------------- |
| Lyon-Part-Dieu, Aix-les-Bains-Le Revard of Chambéry Challes-les-Eaux | Albertville |       | TER Auvergne-Rhône-Alpes |       | Moûtiers - Salins - Brides-les-Bains | Moûtiers - Salins - Brides-les-Bains of Bourg-Saint-Maurice |